# John Merbecke
John Merbecke, noto anche come Marbeck e Merbeck, (1510 circa – 1585 circa), è stato un compositore e teologo inglese autore della musica sacra per la liturgia della neonata chiesa anglicana. Egli è anche noto per la sua messa Missa Per arma justitiae..

## Biografia
Probabilmente nativo di Beverley nello Yorkshire, Merbecke sembra sia stato un corista alla St. George's Chapel del Castello di Windsor dove divenne poi organista dal 1541. Due anni più tardi, assieme ad altri quattro, venne accusato di eresia e condannato al rogo, ma venne graziato per l'intervento di Stephen Gardiner, vescovo di Winchester. Una versione inglese della Concordance of the Bible che Merbecke aveva preparato su suggerimento di Richard Turner, venne confiscata e distrutta. Una successiva versione, la prima di questo genere in lingua inglese, venne pubblicata nel 1550 con una dedica a Edoardo VI.
Nello stesso anno, Merbecke pubblicò Booke of Common Praier Noted, intendo creare una uniformità nell'uso del First Prayer Book di Edoardo VI. Questo insieme di pezzi liturgici, costituito da melodie semi-ritmiche, era un adattamento di alcuni pezzi di canto gregoriano; esso finì col divenire obsoleto nel 1552 quando il Prayer Book venne completamente revisionato. Esso venne comunque riscoperto nel XIX secolo ed un suo riadattamento per la liturgia del 1662 è ancora in uso. Merbecke compose molti controversi lavori devozionali di carattere fortemente Calvinistico e un notevole numero di sue composizioni è conservato, sotto forma di manoscritti, presso la British Library, oltre che a Oxford e Cambridge. Morì, probabilmente mentre era organista a Windsor, intorno al 1585.
Le sue musiche complete scritte per la chiesa cattolica sono state registrate da The Cardinall's Musick sotto la direzione di Andrew Carwood
Suo figlio, Roger Marbeck (1536–1605), fu studioso e medico.
Merbecke viene onorato assieme a William Byrd e Thomas Tallis nella festa del calendari liturgico della Chiesa episcopale degli Stati Uniti d'America il 21 novembre.

## Discografia
- Su www.hoasm.org, su hoasm.org.